# Corrida com barreiras

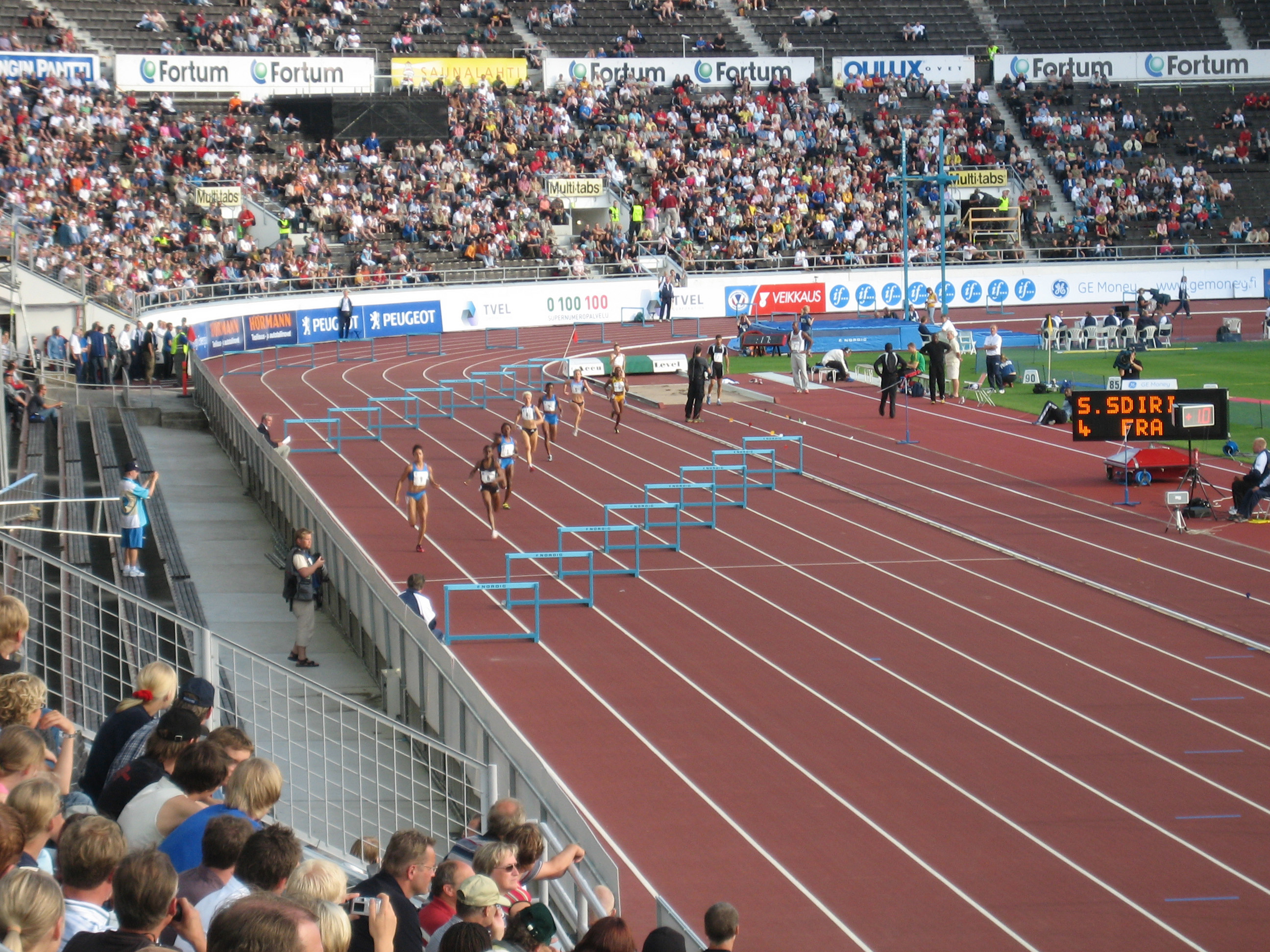
Corredores participando de uma prova de 400 metros com barreiras.

Corridas com barreiras são provas do atletismo olímpico e consistem em corridas de velocidade que têm no percurso várias barreiras que os atletas têm que ultrapassar.
Os 100 metros com barreiras é uma prova realizada por mulheres e é a primeira prova do heptatlo. O equivalente masculino é a prova dos 110 metros com barreiras.
Os 100 e os 110 m com barreiras (o primeiro para mulheres, o último para homens) são provas de velocidade. Os obstáculos podem ser (e quase sempre são) derrubados, pois sua função é apenas dificultar a corrida dos atletas. Tanto a prova masculina como a feminina têm 10 barreiras no percurso. os homens correm 110 metros com barreiras altas e as mulheres percorrem 100 metros.
Os 400 metros com barreiras são efetuados por ambos os sexos, os atletas também têm que ultrapassar 10 barreiras.
Em pista coberta a prova é efetuada em 60 metros, tanto para homens como para mulheres. A prova tem 5 barreiras.
Tal como nas provas de velocidade pura, os atletas partem dos blocos de partida.
Em relação ao modo como se passa a barreira:
1-atacar a barreira com a perna de ataque.
2-passar a outra perna (perna de impulsão) lateralmente.
3-usar os braços para equilibrar no momento de ataque da barreira, alternando o braço com a perna.